# 马尔科·马米奇
马尔科·马米奇（1994年3月6日—），克罗地亚男子手球运动员。他曾代表克罗地亚国家队参加2016年夏季奥林匹克运动会手球比赛，结果获得第五名。